# Station Condé-sur-Noireau
Station Condé-sur-Noireau is een voormalig spoorwegstation in nabij Condé-sur-Noireau in de Franse gemeente Condé-en-Normandie. Het station is in 1970 gesloten.